# Fusión de Grupo Antena 3 y Gestora de Inversiones Audiovisuales La Sexta
El 14 de diciembre de 2011, Grupo Antena 3 y Gestora de Inversiones Audiovisuales La Sexta —por aquel entonces, empresas operadoras de televisión en España— llegaron a un acuerdo de fusión, por el que la segunda se integraría en la primera a cambio de un 7 % del capital de la empresa resultante. Sin embargo, no fue hasta el 13 de julio de 2012 cuando la Comisión Nacional de la Competencia autorizó el proceso. No obstante, el 25 de julio de 2012 se reunieron los Consejos de Administración de ambos grupos para ver si seguían adelante.
Por otro lado, un día después de producirse la reunión entre ambos grupos, GIA La Sexta descartó la fusión con el Grupo Antena 3, explicando que seguiría manteniéndose en solitario. Sin embargo, el Gobierno suavizó las condiciones impuestas por Competencia en el Consejo de Ministros celebrado el viernes 24 de agosto de 2012, equiparándolas a las impuestas dos años antes a Gestevisión Telecinco y Sogecuatro, lo que reabrió las puertas de la fusión.
Finalmente, el Grupo Antena 3 confirmó oficialmente el miércoles 26 de septiembre que seguiría adelante con la operación de fusión con GIA La Sexta y señaló que el 1 de octubre de 2012 se produciría la unión, con el traspaso efectivo del negocio y la consiguiente toma de control por parte de la dirección de la operadora de Planeta. El 31 de octubre, el Grupo Antena 3 y GIA La Sexta fueron inscritos como sociedad única para la Comisión Nacional del Mercado de Valores.

## Grupos en proceso de fusión

### Grupo Antena 3
Grupo Antena 3 era una empresa de medios de comunicación que formaba parte del Grupo Planeta. Sus estudios centrales estaban situados en San Sebastián de los Reyes, en la Comunidad de Madrid.
Este operador incluyó cuatro canales de televisión al grupo fusionado: Antena 3, canal generalista privado; Neox, orientado a un público juvenil; Nova, orientado a un público familiar, aunque mayoritariamente femenino, y Nitro, orientado al público masculino. También hay que destacar Antena 3 HD, la señal en alta definición de Antena 3, y Antena 3 Internacional, la señal que emite para Europa y América Latina. Además de todos estos canales, disponían de Ver-T, una señal de televisión a nivel local. Esta cadena emitía en algunas localidades de Andalucía, la Comunidad de Madrid y la Comunidad Valenciana. Hasta el 1 de abril de 2013, disponían también de Antena 3 Canarias, un canal autonómico que emitía exclusivamente para las Islas Canarias. A nivel radiofónico, se incluyeron las emisoras Onda Cero, Europa FM y Onda Melodía (actualmente Melodía FM).

### Gestora de Inversiones Audiovisuales La Sexta
Gestora de Inversiones Audiovisuales La Sexta era una empresa española dedicada exclusivamente a operar canales de televisión. La Sexta (canal generalista) era una de las cadenas de GIA La Sexta, junto con La Sexta 3 (cine nacional e internacional con programas dedicados al género) Xplora (documentales, cine documental y telerrealidad), el canal de pago Gol Televisión (fútbol nacional e internacional con programas dedicados a ello) y la señal de La Sexta en alta definición, La Sexta HD.
GIA La Sexta poseía dos sedes, una en la Ciudad de la Imagen en Pozuelo de Alarcón (Madrid), donde se grababan los informativos, programas y logística diversa, y la otra en el Edificio Imagina de Esplugas de Llobregat (Barcelona), donde se gestionaba su continuidad y emisión.

## Historia de la fusión

### Acuerdos de unión
A mediados del mes de diciembre de 2009, varios portales de la red se hicieron eco de diversos rumores sobre las operadoras de televisión en abierto Grupo Antena 3 y GIA La Sexta, que daban por cerrada la primera gran fusión entre televisiones en España. Según esas publicaciones, ambas habían alcanzado un acuerdo para formar un gigante audiovisual que gestionaría ocho canales de TDT. A causa de esos rumores, Prisa TV entró en una situación incómoda y difícil en todos los sentidos, sobre todo en el terreno económico, por lo que el día 18 de diciembre de 2009 Gestevisión Telecinco y Sogecuatro, que meses antes iba a fusionarse con GIA La Sexta, firmaron un acuerdo de fusión, según los medios, a causa de la presión que los rumores de fusión entre el Grupo Antena 3 y GIA La Sexta habían causado. Más tarde, el Grupo Antena 3 confirmó que había mantenido conversaciones con distintos operadores, pero sin que se hubiera alcanzado ningún principio de acuerdo, por lo que los rumores de su fusión con GIA La Sexta fueron desmentidos.
El 27 de diciembre de 2009, Mikel Lejarza, director general de Antena 3, afirmó que ambas empresas estaban en pleno noviazgo y que la boda sería imparable e inminente, noticia que continuó dando que hablar durante el último mes de 2009 y los dos primeros meses de 2010. Entre otras cosas, a finales de enero de 2010, José Miguel Contreras, consejero delegado de La Sexta, viajó a México para entrevistarse con la cúpula de Televisa con el objetivo de explicarles en detalle el desarrollo de las conversaciones de fusión con el Grupo Antena 3, a las que el gigante latinoamericano que preside Emilio Azcárraga Jean, que atesoraba una participación del 40% en la operadora de La Sexta, ya había dado el visto bueno.
A mediados de febrero de 2010 apareció la noticia de que la fusión Grupo Antena 3-GIA La Sexta se había atascado (pero no roto), ya que José Manuel Lara Bosch no tenía prisa en fusionarse y José Miguel Contreras se resistía a que GIA La Sexta acabara siendo absorbida por la operadora de Grupo Planeta. Las fuentes oficiales confirmaban que los motivos fueron que el Grupo Antena 3 se habría encontrado con el deseo de GIA La Sexta de cobrar un gran protagonismo en la sociedad resultante de este pacto, ya que quería mandar al menos en determinadas áreas; en Planeta se decía que GIA La Sexta había perdido la iniciativa en esta operación, por lo que el Grupo Antena 3 ya no tenía prisa por cerrar ningún acuerdo, puesto que a quien le urgía el pacto era a GIA La Sexta. También se decía que el Grupo Antena 3 esperaba absorber a GIA La Sexta al igual que hizo Gestevisión Telecinco con Sogecuatro, mientras que GIA La Sexta buscaba una fusión y no una compra.
Pocos días después, el consejero delegado del Grupo Antena 3, Silvio González, dijo que la empresa no tenía prisa por cerrar rápidamente un acuerdo de fusión con ningún grupo, incluido GIA La Sexta, por lo que las negociaciones quedaron muy lejos. Un mes más tarde, GIA La Sexta congeló su fusión con el Grupo Antena 3 y detalló que su futuro más próximo sería continuar en solitario arriesgando en reforzar el canal, pero sin cerrar la opción de llegar a un acuerdo de fusión con otro operador (aunque las negociaciones con el Grupo Antena 3 eran difíciles). Aun siguiendo la empresa de Planeta interesada en absorber a GIA La Sexta, en abril de 2010, uno de los principales puntos de discrepancia en la fusión se refería a la definición de la estructura y la organización final del nuevo holding. Cada plataforma manifestó sus deseos respecto a ese punto y, en ese momento, las posturas eran irreconciliables. No había acuerdo. El Grupo Antena 3 había apostado por una gestión conjunta de la sociedad final. La Gestora de Inversiones Audiovisuales La Sexta, por su parte, había manifestado su intención de blindar su cadena en la toma de decisiones y mantener en exclusiva el control de la misma, a lo que el Grupo Antena 3 se negó.
En mayo de 2010 Televisa exigía a Jaume Roures y a José Miguel Contreras la fusión de GIa La Sexta con el Grupo Antena 3, porque los mexicanos estaban cansados de una inversión que no les reportaba ni influencias, ni dinero ni sinergias. Pocos días más tarde, José Miguel Contreras desveló que el Grupo Antena 3 y GIA La Sexta mantenían viva la llama de la fusión. El Consejero aseguraba que seguían en contacto aunque el acuerdo no era inminente y no había nada firmado ni acordado. También confesó que varios problemas de valoración de activos estaban retrasando los acuerdos para fusionar las cadenas de televisión. No obstante, aclaró que a corto plazo se podría concretar algo más. Ese mismo mes, GIA La Sexta se endeudó en más de 30 millones de euros para garantizar la continuidad de la cadena, ya que también debía pagar los contratos firmados con varias entidades como Warner, Metro-Goldwyn-Mayer o Paramount Pictures Corporation o los derechos deportivos. La solución pasaba por una fusión con el Grupo Antena 3.
En julio reapareció Silvio González reconociendo que la lógica empresarial les llevaba a fusionarse, aunque también dijo que en esos momentos, aun habiéndose reunido, no habían llegado a ningún tipo de acuerdo. Durante su participación en un curso de verano de la Universidad Complutense en San Lorenzo de El Escorial, el consejero delegado del grupo afirmó que no existía ningún tipo de negociación para la unión de este grupo y GIA La Sexta, por lo que los medios dieron las negociaciones por rotas. Días después, varios diarios confidenciales de Internet levantaron falsos testimonios sobre que la pésima situación económica de GIA La Sexta les obligaba a ser absorbidos por el Grupo Antena 3 y a precio de saldo, noticia a la que no se le dio demasiada importancia.
En octubre de 2010, los diarios confidenciales de Internet anunciaron que el Grupo Antena 3 y GIA La Sexta habían cerrado un preacuerdo de fusión, por el que la segunda empresa se reservaría un par de canales y la del Grupo Planeta controlaría los seis canales restantes junto a la gestión del grupo. Además, Atres Advertising (actualmente Atresmedia Publicidad), que controlaba la publicidad del Grupo Antena 3, asumiría Publiseis, que controlaba la de GIA La Sexta. Estas noticias no recibieron mucha credibilidad tras los falsos testimonios de fusión que anunciaron meses atrás estos mismos portales. Ese mismo mes, en otra página web distinta a los confidenciales, apareció una de las razones por las que el Grupo Antena 3 y La Sexta todavía no habían firmado su acuerdo de fusión, y era porque GIA La Sexta era un operador comercialmente refugio, ya que vendía la publicidad más barata que los demás. También, en esa misma semana se desmintió que hubiera un preacuerdo de fusión entre las dos sociedades audiovisuales, pero los altos cargos de ambas comenzaron a lanzar indirectas sobre posibles alianzas.
En noviembre, preguntaron al vicepresidente del Grupo Antena 3, Maurizio Carlotti, por la posible fusión, a lo que contestó que, después de que la Comisión Nacional de la Competencia autorizara la fusión entre Gestevisión Telecinco y Sogecuatro, sería suicida no intentar una fusión para defenderse. Así, indicó que las negociaciones continuaban.
Sin romper esas negociaciones, durante el último mes de 2010 y el primero de 2011 (mes en que Cuatro y sus licencias ya eran oficialmente propiedad de Gestevisión Telecinco), José Miguel Contreras, viendo muy optimista el futuro cercano de GIA La Sexta, mencionó que a corto plazo no contemplaban la fusión. Ellos solo consideraban trabajar en solitario a causa de todo lo que estaban haciendo y proyectando. A razón de estas declaraciones, el Grupo Antena 3 se defendió manifestando que el canal era perfectamente viable en solitario. Aun así, Televisa continuaba estudiando la posibilidad de dar entrada en el accionariado de GIA La Sexta a un grupo audiovisual más fuerte para estabilizar las inversiones en la cadena y asegurar su rentabilidad.
Con la entrada del mes de febrero de 2011 y tras dejarse más de 250 millones de euros durante los seis años que en esa época llevaba invirtiendo en GIA La Sexta, Televisa anunció que quería irse de la empresa. Con la congelación de las negociaciones con el Grupo Antena 3, el grupo mexicano había tomado la decisión de deshacerse de su 40% de la cadena, ya que una fusión con el Grupo Antena 3 le permitiría entrar en bolsa e invertir y desinvertir cuando quisieran. De hecho se supo que un grupo de Catar estaba interesado en dicha participación. En esos momentos, el Grupo Antena 3 dijo que no solo se hablaba de fusiones en televisión. También en radio; y José Manuel Lara Bosch no descartaba llegar a acuerdos entre Onda Cero y algún otro operador como Cope o Punto Radio, con los que también había mantenido conversaciones para aumentar el número de postes. Volviendo a la televisión, Televisa mandó a su cerebro financiero, Rafael Carabias Príncipe, a Madrid para tutelar a GIA La Sexta tras el bloqueo en las negociaciones con la empresa de Planeta. Durante esos días, José Manuel Lara Bosch se mostró dispuesto a retomar las negociaciones de fusión con La Sexta, siempre y cuando sus socios se pusieran de acuerdo. Aun así, a finales de ese mes, el Grupo Antena 3 afirmó que no había conversaciones con GIA La Sexta y que estaban a gusto con su situación de entonces diciendo que podían seguir adelante solos. Además, se mostraron seguros de sí mismos y sin miedo a sus principales competidores, añadiendo que no les preocupaba la competencia de los canales pertenecientes al gigante televisivo Mediaset España (en concreto se referían a Telecinco).
El mes de marzo comenzó con varios rumores sobre que la licencia de Veo Televisión S. A. podía ser la adquisición que el Grupo Antena 3 estaba buscando, lo que finalmente quedó en un simple rumor. Poco después, el consejero delegado de GIA La Sexta, José Miguel Contreras, creyó que su grupo y el de Antena 3, que mantenían congeladas las negociaciones para una posible fusión, eran empresas compatibles pero que mantenían diferencias difícilmente salvables a corto plazo sobre cuál sería el modelo de la empresa fusionada. Además de todo esto, GIA La Sexta se planteó salir a Bolsa con el objetivo de conseguir nuevos recursos que le permitieran alcanzar en un plazo de cinco años (sobre el año 2016) a sus competidores en el reparto del mercado audiovisual. También, su cadena principal (La Sexta) aspiraba a alcanzar en ese plazo de cinco años la audiencia de Antena 3 y Telecinco.
Tras un período sin nuevas noticias acerca del tema, durante los meses de junio y julio del año 2011, GIA La Sexta dijo que estaban abiertos a las fusiones y se anunció que habían reactivado las negociaciones con el Grupo Antena 3. Y es que la crisis y la falta de publicidad cada vez hacían más daño a GIA La Sexta. Aun así, y por enésima vez, las conversaciones continuaban haciendo que los rumores volvieran a cobrar fuerza.
Días después, José Miguel Contreras aseguró que el plazo que se había puesto GIA La Sexta para estudiar una posible fusión con el Grupo Antena 3 era durante la estación de otoño, que es cuando comienzan las temporadas televisivas. De todos modos, también aseguró que no había habido ningún cambio en las negociaciones respecto a los dos años anteriores. Por su parte, la productora Globomedia comentó que no contemplaba la fusión como salida de la crisis. Poco a poco, la mala situación de GIA La Sexta iba agudizándose, por lo que en esa época decidió externalizar y reducir el departamento multimedia de la cadena. A partir de entonces, sería la empresa Liquid Media, perteneciente a Mediapro, la que realizaría estas funciones. La situación económica de GIA La Sexta era crítica y el empeoramiento de la crisis publicitaria le privaría de beneficios haciendo insostenible su modelo y dejando como única salida la fusión a precio de coste con el Grupo Antena 3.
Aparte de todo esto y volviendo a los rumores que surgieron durante el mes de marzo sobre la compra de Veo Televisión y su multiplexor por parte del Grupo Antena 3, en el mes de julio aparecieron una serie de noticias acerca del plan B de la cadena de Planeta, ya que, si la fusión con GIA La Sexta no llegaba a firmarse, el Grupo Antena 3 negociaría (y de hecho lo hizo) con Unidad Editorial la adquisición de sus cuatro canales. En cualquier caso, la compra de los canales de Unidad Editorial habría ofrecido importantes oportunidades al grupo de canales, ya que la experiencia acumulada con Neox, Nova y Nitro habría dado a la empresa las tablas necesarias como para afrontar con garantías la creación de nuevos canales con parrillas diferenciadas.
En el mes de agosto de 2011 fue cuando ya parecía inminente la fusión, pues apareció un gran número de noticias que redactaban que, tras dos años de amores y desamores, los dos operadores habían reactivado las negociaciones pudiendo haber llegado a un principio de acuerdo para su fusión, propiciado por la crisis económica y publicitaria. Estos hechos apuntaban a que la operación podría estar más cerca que nunca de convertirse en una realidad.
La crisis publicitaria que atravesaba GIA La Sexta, la presión de Televisa para la salida a Bolsa de la cadena y la urgente necesidad de las dos compañías para enfrentarse en igualdad de condiciones a la competencia con Mediaset España, eran algunos de los factores que favorecieron el acuerdo. Por ello, después de un período de bloqueo, las negociaciones se intensificaron en buena dirección.
Durante la primera semana del mes de octubre de 2011, Emilio Azcárraga dijo que Televisa aspiraba a aumentar su participación en GIA La Sexta, pero a mediados de mes se anunció que Imagina tomaría el 41% de Televisa en la Gestora de Inversiones Audiovisuales La Sexta para controlar el grupo. Según los términos del pacto, comunicado el 14 de diciembre de 2011, Imagina dio entrada a Televisa en su capital con una participación del 14,5% a cambio de su porcentaje en GIA La Sexta. Este hecho provocó que Televisa no solo no rompiera con la cadena española, sino que pasara a formar parte de su accionariado a través de Imagina. Fruto del pacto, el grupo Imagina se convirtió en dueño de la empresa, por lo que desde entonces hasta que se concretó la fusión, controló, junto a sus socios (BBK, El Terrat y Bainet Media) integrados en la sociedad Grupo Audiovisual de Medios de Producción (GAMP), más del 92% del capital. Esto facilitó la fusión entre el Grupo Antena 3 y La Sexta, ya que uno de los problemas por los que no se podía efectuar era a causa de los socios participantes en el segundo grupo mencionado.
Una vez más, a mediados del mes de noviembre de 2011, se anunció que la fusión estaba bloqueada, es decir, los contactos continuaban pero no avanzaban. El motivo era la oposición frontal de los accionistas de Grupo Planeta a cerrar un acuerdo ante las elevadas pérdidas que sufría GIA La Sexta. Sin embargo, el último día del mes tuvo lugar un importante avance en las conversaciones. La clave fue el acelerón que aplicaron los diferentes socios de GIA La Sexta.

### Aprobación de fusión
A mitad del mes de diciembre, GIA La Sexta aceptó fusionarse con el Grupo Antena 3 a cambio de 100 millones y el 15% del capital del nuevo grupo, lo que las cúpulas de ambas cadenas vieron con buenos ojos. Además, los gestores de GIA La Sexta se garantizaron mantener la independencia editorial de su cadena y, por tanto, el control de la programación. El día 14 de este mes, Televisa entró con un 14,5% en el accionariado de Grupo Imagina, que se quedó con el porcentaje del accionariado de GIA La Sexta que poseía hasta entonces Televisa, y el Grupo Antena 3 informó a la CNMV de que se encontraba en negociaciones con GIA La Sexta para realizar una fusión por absorción, la cual comunicó la suspensión cautelar de la negociación del Grupo Antena 3 en Bolsa a la espera de la difusión de una información relevante sobre la citada entidad.
Finalmente, tras la continuación de los rumores y confirmaciones que ya apuntaban a la conclusión del acuerdo desde el mes de septiembre, la fusión fue anunciada y firmada el 14 de diciembre de 2011. Dos días después del acuerdo, el Consejo de Ministros del Gobierno autorizó la transmisión a Antena 3 Televisión de la licencia para la prestación del servicio de comunicación audiovisual de la que era titular GIA La Sexta, debido a que se comprobó que la misma reunía todos los requisitos exigidos por la Ley General de la Comunicación Audiovisual.
Seguidamente, en enero de 2012, la Comisión Nacional de la Competencia empezó a estudiar la operación de absorción de GIA La Sexta por parte del Grupo Antena 3. Por otra parte, en el mismo mes, los consejos de ambas cadenas aprobaron la integración y se la comunicaron a la Comisión Nacional del Mercado de Valores, que dio su visto bueno.
A principios del mes de marzo, la Dirección General de la Competencia de la Unión Europea, situada en Bruselas, pasó a estudiar la operación debido a que en la operación están involucradas compañías de otros países, como DeAgostini (Italia) y Televisa (México). Sin embargo, a mediados de mes volvió a manos de la Comisión Nacional de la Competencia para la decisión final. Aun así, el 25 de abril de 2012 se reunieron todos los accionistas del Grupo Antena 3 para votar la fusión, que fue aprobada.
Durante el proceso, fueron diversos organismos como Intereconomía, la Federación de Organismos de Radio y Televisión Autonómicos y los anunciantes del resto del sector los que se opusieron a la fusión, ya que pensaban que el duopolio junto a Mediaset España supondría una debilitación del mercado de publicidad televisiva que puede poner en riesgo la viabilidad económica de los pequeños operadores de televisión en abierto, los cuales podrían ver limitada su capacidad de generar ingresos, lo que podría conllevar su expulsión del mercado.
Ya en el mes de mayo, el Consejo de la Comisión Nacional de la Competencia disponía tan solo de un plazo de dos meses para adoptar, tras un análisis en profundidad de la información disponible y de las alegaciones presentadas, una resolución autorizando, acordando compromisos, subordinando a condiciones o prohibiendo la operación de concentración entre los dos operadores. Aun así, era evidente que si la fusión era aprobada, sería con una serie de condiciones por parte de la CNC.
El mes de junio no fue muy significativo. Únicamente, el Consejo de Ministros autorizó de nuevo la transmisión de la licencia para la prestación del servicio de comunicación audiovisual televisiva de la que era titular GIA La Sexta al Grupo Antena 3. La transmisión ya había sido autorizada en diciembre de 2011, pero no fue formalizada dentro del plazo previsto de tres meses, por lo que el Grupo Antena 3 volvió a solicitarla.

### Condiciones impuestas por la Comisión Nacional de la Competencia
A comienzos de julio de 2012, el proceso se complicó debido a la amenaza de un duopolio publicitario, por lo que se comunicó que la resolución no sería efectiva hasta finales de julio. Este hecho también fue propiciado por Mediaset España, ya que se saltó una de las condiciones impuestas en la fusión entre Gestevisión Telecinco y Sogecuatro en lo referente a la publicidad que sigue la pauta única.
Para más inri, muchos medios afirmaron que el Grupo Antena 3 no sacaría partido a GIA La Sexta hasta el año 2015, a causa de la crisis publicitaria que estaba atravesando el sector. Sin embargo, el viernes 13 de julio de 2012, la Comisión Nacional de la Competencia autorizó la adquisición de GIA La Sexta por parte del Grupo Antena 3, subordinándola al cumplimiento de unas condiciones que garantizaran el mantenimiento de la competencia. Así, tras una investigación en profundidad de los efectos de la operación de concentración, Competencia llegó a la conclusión de que la misma genera problemas de competencia significativos en distintos mercados audiovisuales en España, especialmente en el mercado de publicidad televisiva, como consecuencia de la desaparición de la Gestora de Inversiones Audiovisuales La Sexta como operador independiente, del reforzamiento del poder de mercado del Grupo Antena 3 y de la mayor capacidad e incentivos de Mediaset España y Grupo Antena 3 para coordinarse tácitamente tras la operación de concentración. Por lo tanto, impuso una serie de condiciones como la ruptura de sus acuerdos de gestión conjunta de publicidad, la comercialización de forma separada de los espacios publicitarios de sus dos canales de televisión en abierto de mayor audiencia, la publicación de su oferta de productos publicitarios televisivos con una periodicidad mínima trimestral, el hecho de no poder ampliar su oferta de canales de televisión en abierto mediante el arrendamiento de canales de TDT de terceros operadores o la limitación de la duración de sus contratos de adquisición exclusiva de contenidos a tres años.
No tardaron mucho tiempo en aparecer las primeras reacciones, pues el lunes 16 de julio, la Asociación de Usuarios de la Comunicación pidió una supervisión rigurosa de las condiciones de la fusión. La AUC, que presentó sus observaciones a la fusión ante la CNC con el resto de organizaciones del Consejo de Consumidores y Usuarios, consideraba razonables, en términos generales, las condiciones impuestas por Competencia, orientadas a desagregar la oferta del grupo resultante, impedir barreras en la gestión de los múltiplex y mediante acuerdos con terceros, limitar la gestión de derechos y establecer un sistema de transparencia informativa. Para AUC, las fusiones suponen un empobrecimiento de la oferta televisiva que redunda en perjuicio de los espectadores. Además, la Asociación se ha mostrado siempre muy crítica con la llamada pauta única (emisión simultánea de publicidad), que a su parecer perjudica la integridad de las emisiones de las cadenas secundarias o temáticas a favor de la cadena principal. Finalmente, AUC pidió también un estrecho seguimiento del cumplimiento de las condiciones de la fusión para evitar incumplimientos.
Al día siguiente (17 de julio), el Grupo Antena 3 se planteó anular la fusión ante las duras condiciones impuestas por la Comisión Nacional de la Competencia a la hora de autorizarla, ya que si aceptaran esas condiciones, las pérdidas del grupo resultante estarían más que garantizadas. Las condiciones impuestas por la CNC afectaban sobre todo a la comercialización publicitaria haciendo mucho más difícil las sinergias entre cadenas. En esos momentos, en el Grupo Antena 3 se vivió un clima de enfado, engaño y decepción, ya que lo normal era que las condiciones no hubieran sido muy diferentes a las que en su día se acordaron para la compra de Sogecuatro por parte de Gestevisión Telecinco.
El 18 de julio, GIA La Sexta, indignada y asombrada con las condiciones impuestas, apuntó a Mediaset España como único beneficiario de la resolución de la Comisión Nacional de la Competencia a causa del favorable trato que la propia CNC le concedió al autorizar la fusión de Gestevisión Telecinco y Sogecuatro dos años atrás. Así, GIA La Sexta pensó en agotar todos los recursos con el fin de seguir defendiendo su proceso de fusión con el Grupo Antena 3.

### Limitación de publicidad
El 19 de julio de 2012, tras el rechazo de las condiciones impuestas por el organismo regulador por parte de los organismos interesados en fusionarse, Competencia explicó que cada operación de concentración debe analizarse de acuerdo con las circunstancias de oferta y demanda que caracterizan el mercado en el momento temporal en el que se realiza dicha operación de concentración. No obstante, la Comisión Nacional de la Competencia admitió que las condiciones impuestas al Grupo Antena 3 y GIA La Sexta eran más exigentes que las de Gestevisión Telecinco y Sogecuatro. Sin embargo, la CNC aseguró que había analizado el mismo mercado, pero en otro momento, que tendía al duopolio. La CNC también detalló que el mero hecho de que en una operación de concentración el número de oferentes en un mercado, como el de publicidad televisiva, pase de tres a dos operadores, en vez de pasar de cuatro a tres, genera en el primer caso mayores problemas de competencia, que deben ser compensados con remedios más estrictos que en el segundo.
En el caso de las limitaciones a las ofertas de publicidad televisiva que pudiera realizar el Grupo Antena 3 empaquetando varios canales de televisión, Competencia indicó que serían posibles cuando la audiencia semestral media conjunta de estos canales empaquetados no superase el 18 por ciento, lo cual no significaba, que la cadena no pudiera vender publicidad de canales que superasen individualmente o en su conjunto el 18 por ciento de audiencia semestral media, sino simplemente que tendría que vender la publicidad de los canales que superasen este límite de forma separada. Asimismo, Competencia aclaró que el límite de 18 por ciento correspondía con el techo máximo de audiencia semestral media que había tenido el Grupo Antena 3 en los últimos años antes de la adquisición de GIA La Sexta y aseguró que se trataba exactamente del mismo cálculo que se utilizó en el caso de la fusión entre Gestevisión Telecinco y Sogecuatro.
El 25 de julio de 2012 se tomó la decisión definitiva por parte de los Consejos de Administración de los grupos Antena 3 y GIA La Sexta en referencia a si seguían adelante con la fusión. Así, ante la incertidumbre por el duro dictamen de Competencia, GIA La Sexta se vio obligada a adaptarse a un posible escenario en solitario en medio de una crisis con una decena de despidos. De todos modos, esta política de recortes se habría llevado a cabo igualmente en caso de seguir adelante con la fusión con el Grupo Antena 3.

### Descarte
El 25 de julio de 2012, la Gestora de Inversiones Audiovisuales La Sexta descartó la fusión con el Grupo Antena 3, explicando que seguiría manteniéndose en solitario y que, por lo tanto, no se integraría con otros operadores. Además, en el mismo comunicado, se nombró a Alejandro Martínez como nuevo director de Publiseis, empresa de gestión publicitaria de GIA La Sexta.

### Posible reanudación de la fusión
El 31 de julio de 2012, el Ministerio de Economía y Competitividad del Gobierno de España tuvo que pronunciarse al respecto, siendo el encargado de decidir si aceptaba el recurso contra la CNC y lo llevaba -para ser estudiado- al Consejo de Ministros, que tendría un mes de plazo para dictar lo que quisiera sobre las condiciones impuestas por Competencia a la fusión de ambas cadenas. Simplemente, el Grupo Antena 3 buscaba las mismas condiciones que había tenido en su día Gestevisión Telecinco. No obstante, el 1 de agosto la Asociación Española de Anunciantes, que siempre ha sido contraria a los procesos de concentración, anunció que tomaría medidas legales si el Consejo de Ministros suavizara las condiciones de la fusión, ya que creía que la concentración beneficiaría solo a sus intereses particulares y perjudicaría a todo el sector.
Tras las vacaciones de verano, el lunes 20 de agosto, la Asociación Española de Anunciantes pidió a Moncloa que mantuviera el límite a la comercialización conjunta de las dos cadenas y que además la aplicara a Mediaset España. Finalmente, el Gobierno suavizó las condiciones impuestas por Competencia en el Consejo de Ministros celebrado el viernes 24 de agosto de 2012, equiparándolas a las impuestas dos años antes a Gestevisión Telecinco y Sogecuatro, lo que reabrió las puertas de la fusión. Así, el día 27 de agosto, el Grupo Antena 3 dio un primer visto bueno tras un análisis preliminar de las condiciones alegando que la fusión podría realizarse según lo previsto.

### Condiciones impuestas por el Gobierno de España
En primer lugar, el Gobierno eliminó la obligación a la entidad resultante de comercializar espacios publicitarios a través de sociedades diferentes. También se aumentó al 22% la limitación de la audiencia semestral media conjunta a las ofertas de publicidad televisiva de la entidad resultante, empaquetando varios canales de televisión. Adicionalmente, se modificaron las limitaciones al empaquetamiento y la prohibición de vinculación en la comercialización de espacios publicitarios, y las obligaciones de información a incluir en la oferta publicada de productos publicitarios. Por último, se eliminaron las condiciones sobre el proceso de negociación con anunciantes y agencias de medios, sobre el mantenimiento de determinadas bases de datos y sobre la negociación de las extraprimas. Además, se modificó el plazo de vigencia de las condiciones a las que se supedita la autorización de la operación. Dicho plazo pasa de cinco años a tres, que pueden ser prorrogables a otros dos más. Asimismo, la Comisión Nacional de la Competencia es la encargada de vigilar el cumplimiento de las condiciones acordadas por el Consejo de Ministros, de acuerdo con la normativa vigente.

### Traslado de los equipos y operaciones de GIA La Sexta al Grupo Antena 3
Durante la primera semana de septiembre de 2012, aunque todavía no había sido firmada, la fusión del Grupo Antena 3 y GIA La Sexta ya era una realidad operativa. Este hecho se debía a que Luis Fernambuco, jefe de Programación, y Alejandro Flórez, Director de Adquisiciones y Programación de Producción Ajena (ambos de GIA La Sexta), se trasladaron al Grupo Antena 3 para trabajar oficialmente en sus oficinas, mientras que durante la segunda semana del mes se mudaron a San Sebastián de los Reyes los equipos de Programas y Producción Ajena, constituidos por una decena de personas. El objetivo era completar el traslado ese mes y cerrar el edificio de Ciudad de la Imagen el 3 de octubre. Los siguientes en mudarse fueron los equipos de Publiseis, compuestos por diez empleados que se integraron en Atres Advertising, la exclusivista de la cadena. En total se mudaron unas 40 personas de GIA La Sexta, una decena de Publiseis, y el equipo de Informativos, otras quince personas.
Por su parte, aunque contribuyeran al traslado, tanto Fernambuco como Flórez abandonaron el grupo por Globomedia Brasil y Televisión Española, respectivamente. Cabe destacar que la mudanza culminó el 16 de diciembre de 2013 con el traslado de los platós de La Sexta columna y La Sexta noche en el mes de septiembre y de los de La Sexta Noticias, Jugones, Más vale tarde y Al rojo vivo en diciembre.

### Fusión y toma de control
El Grupo Antena 3 confirmó oficialmente el miércoles 26 de septiembre que seguiría adelante con la operación de fusión con la Gestora de Inversiones Audiovisuales La Sexta, y señaló que el 1 de octubre de 2012 se produciría la integración con el traspaso efectivo del negocio y la consiguiente toma de control por parte de la dirección de la empresa de Planeta. Este hecho fue informado por parte del grupo el mismo día 26 de septiembre a la Comisión Nacional del Mercado de Valores.
La fusión por absorción de la Gestora de Inversiones Audiovisuales La Sexta por parte del Grupo Antena 3 fue efectuada con éxito el 1 de octubre de 2012, según lo previsto. Así, durante la madrugada del domingo 30 de septiembre al lunes 1 de octubre, se completó el traslado de las continuidades de los canales La Sexta, Xplora, La Sexta 3 y La Sexta HD al centro de emisión del Grupo Antena 3 en San Sebastián de los Reyes (Comunidad de Madrid). De este modo, GIA La Sexta fue completamente integrada al sistema de producción, gestión comercial y de contenidos del Grupo Antena 3.

### Controversias de la fusión
El 16 de octubre de 2012, la Asociación Española de Anunciantes anunció que estudiaría la interposición de un recurso contra la fusión del Grupo Antena 3 y GIA La Sexta, al no estar de acuerdo con las condiciones que puso el Gobierno a la operación, menos exigentes que las que previamente había planteado la Comisión Nacional de la Competencia. Estos presentaron el recurso ante el Tribunal Supremo el 7 de noviembre de 2012.
Dos semanas después de que la Asociación Española de Anunciantes anunciara la interposición de su recurso, el 29 de octubre de 2012, el Grupo Intereconomía también anunció que recurriría la decisión del Consejo de Ministros del pasado 24 de agosto de 2012, que rebajaba las condiciones impuestas por la Comisión Nacional de la Competencia para que se hiciera efectiva la fusión. Según ellos, esta fusión perturba la competencia efectiva en el sector de la televisión, el pluralismo informativo y perjudica los intereses generales.
Finalmente, el 25 de enero de 2013, la Asociación Española de Anunciantes retiró el recurso que interpuso en noviembre de 2012 contra la fusión entre el Grupo Antena 3 y GIA La Sexta tras la decisión tomada por el Consejo de Ministros. El recurso fue retirado debido a que ambas partes llegaron a un acuerdo. Así, Juan Ramón Plana, director de la Asociación Española de Anunciantes, confirmó que el Grupo Planeta aceptaría las condiciones que estableciera la Comisión Nacional de la Competencia para llegar a "una libertad de competencia y las buenas prácticas en la comercialización de productos publicitarios televisivos". Sin embargo, el recurso presentado por el Grupo Intereconomía, en el que alegaba cierta facilitación por parte del Gobierno para la fusión entre el Grupo Antena 3 y GIA La Sexta, fue admitido a trámite por el Tribunal Supremo el 30 de enero de 2013.
El 15 de abril de 2013, el Tribunal Supremo rechazó la petición del Grupo Intereconomía acerca de que suspendiera provisionalmente la unión entre el Grupo Antena 3 y GIA La Sexta. Así, en un auto, el Supremo rechazó la medida cautelar pero también expresó dudas sobre la "viabilidad" jurídica de la fusión entre ambas operadoras de televisión y advirtió de "las repercusiones" que un fallo contrario a la concentración supondría "para la viabilidad empresarial" de la entidad resultante de la integración. En su relato de hechos, el auto recordó que, en enero de 2013, Intereconomía acudió al Supremo para que anulara la autorización que el Gobierno concedió a ambos grupos audiovisuales para su concentración dentro de unas determinadas condiciones.
Por otra parte, el Grupo Antena 3 y la Gestora de Inversiones Audiovisuales La Sexta ya habían hecho efectiva su fusión, de modo que suspenderla en aquellos momentos, ante hechos consumados, "supondría privar de respaldo jurídico a las operaciones mercantiles formalizadas sobre la base del acuerdo impugnado". Además, adoptar la suspensión cautelar de la fusión implicaría abortar "la propia integración empresarial ya consumada". No obstante, el Tribunal Supremo advirtió que las dos sociedades fueron las que asumieron el riesgo de que dicho acuerdo fuera declarado contrario a derecho, con las repercusiones que ello pudiera suponer para su viabilidad empresarial.
El 10 de mayo de 2013, el Grupo Intereconomía decidió retirar el recurso presentado. Esto fue debido a que el grupo presidido por Julio Ariza mantuvo negociaciones con Atresmedia para alcanzar un acuerdo en materia cinematográfica, aunque finalmente no se llevara a cabo.

### Primeras consecuencias de la fusión
Tras la fusión, La Sexta cerró el mes de octubre de 2012 con su mejor dato de los últimos 13 meses. Octubre supuso también la menor diferencia entre Cuatro y La Sexta de los últimos 13 meses, por lo que la temporada para la cadena comenzó con buen pie. Así, La Sexta pasó del 5,0% de audiencia que cosechó en septiembre de 2012 al 5,4% que acumuló en octubre. Ganó, por tanto, 4 décimas.
Por su parte, el Grupo Antena 3 registró hasta septiembre de 2012 una brusca caída del 91,1% de su beneficio neto hasta el mes de septiembre. Así, en los nueve primeros meses del año ganó 4,60 millones de euros, frente a los 51,98 millones del año anterior. Además, el beneficio neto de explotación también cayó con fuerza, un 82,9% hasta los 11,58 millones y el de bruto un 70,2% hasta los 23,74 millones. Igualmente, los ingresos se deterioraron un 11,2% hasta los 512,9 millones.
La cadena comunicó el 31 de octubre de 2012 a la Comisión Nacional del Mercado de Valores la inscripción en el Registro Mercantil de Madrid de la escritura pública de fusión entre el Grupo Antena 3 y la Gestora de Inversiones Audiovisuales La Sexta, con la consiguiente extinción de esta última y la transmisión en bloque y a título universal de la totalidad de su patrimonio a favor de la primera empresa. Por otro lado, las 13,43 millones de acciones ordinarias de nueva emisión, que corresponden a los antiguos accionistas de GIA La Sexta, fueron admitidas a negociación oficial días después.
Los accionistas de GIA La Sexta recibieron adicionalmente otras 1,18 millones de acciones de una nueva clase, que carecía del derecho a percibir dividendos durante un plazo de 24 meses desde la fecha de la inscripción de la fusión y cuya admisión a cotización no se produjo hasta dicha fecha. Una vez ejecutada la integración, el capital social del Grupo Antena 3 pasó a estar representado por un total de 225.732.800 acciones. Así, el Grupo Antena 3 cerró con caídas del 1,59%, en los 3,0900 euros.
Desde el día 1 de noviembre de 2012, con motivo de la fusión entre ambas empresas, los trabajadores de GIA La Sexta están incorporados a la plantilla del Grupo Antena 3 (actualmente Atresmedia). Aunque inicialmente estaban previstas 60 personas, tan solo pasaron 38, por lo que se produjeron 22 bajas. Tal y como había notificado la dirección del Grupo Antena 3, el traspaso de personal se hizo al amparo del Estatuto de los Trabajadores, lo que supuso que los llegados procedentes de GIA La Sexta mantuvieran las mismas condiciones laborales que tenían en esta empresa, hasta que se firmara en el Grupo Antena 3 el nuevo convenio, momento en el que se produciría la integración total.
Por otra parte, en diciembre de 2012 se anunció que la fusión había provocado la salida de 18 trabajadores de las delegaciones territoriales de informativos de este grupo fruto de un ajuste para evitar duplicidades en los distintos puestos de trabajo. Los despidos correspondieron a trabajadores de Barcelona, Bilbao, Santiago de Compostela, Valencia y Sevilla, pertenecientes a las empresas que gestionan las delegaciones territoriales de los informativos: CBN en el caso del Grupo Antena 3 y Liquid Media (Mediapro) en el de GIA La Sexta. Así, 12 trabajadores correspondían a la primera y seis a la segunda. Las sinergias entre el Grupo Antena 3 y la Gestora de Inversiones Audiovisuales La Sexta ya habían provocado una restructuración en la delegación central de Madrid y, dos meses después de la fusión, llegó el turno de los centros territoriales. El conjunto de trabajadores que componen las distintas delegaciones territoriales de Atresmedia asciende a 150 personas.
Más tarde, a finales de enero de 2013, Atresmedia despidió a once realizadores y un operador de control, un total de doce personas de un departamento en el que trabajaban quince. Esta era una política que, según fuentes de Comisiones Obreras, la cadena empezó a aplicar después del ERE de 2003, que afectó a centenas de personas. La empresa, que en esos mismos momentos se encontraba en negociaciones del convenio colectivo, debía llegar a una solución antes del mes de julio del mismo año.
Ya en diciembre de 2013, la filial Liquid Media Mediapro, que prestaba servicios audiovisuales a GIA La Sexta, despediría a una treintena de técnicos que trabajaban desde los inicios de los informativos de La Sexta por la fusión y el traslado a las instalaciones del Grupo Antena 3.
El 6 de marzo de 2013, el Grupo Antena 3 pasó a denominarse Atresmedia. De esta manera, el grupo dispone de una identidad propia que aglutina sus grandes áreas de actividad (televisión, radio, multimedia, publicidad y cine), así como al resto de sus marcas.

### Primeros intercambios de contenidos y acuerdos cinematográficos
El primer cambio significativo fue el traspaso de Padre de familia de La Sexta a Neox, aunque se produjo algunos meses antes de la fusión. Una vez realizada la unión de ambas sociedades, Impacto total, Galileo, 1000 maneras de morir (que también pasó a emitirse en La Sexta), Spain... on the road Again y Steven Seagal, con su propia ley pasaron a emitirse en Xplora. Del mismo modo, Mujeres ricas, ¿Quién vive ahí? y Baby Boom, comenzaron sus emisiones en la programación de los fines de semana de Nova. Además, Xplora fue finalmente la cadena que emitió Planeta Humano (Human Planet) en su contenedor temático de la Noche Premium, después de que Antena 3 se hiciera en 2010 con los derechos de emisión de esta gran producción documental de la BBC.
Por su parte, el ciclo de cine de terror que llevaba emitiendo La Sexta 3 desde antes de la fusión, comenzó a emitirse dentro de un contenedor llamado Noche de lobos, denominación que en numerosas ocasiones utilizó Antena 3 para las noches de cine de terror desde sus inicios. El cine emitido por las dos cadenas principales también empezó a reemitirse más tarde a través de las distintas cadenas temáticas.
Con el comienzo del año 2013, Equipo de investigación pasó a emitirse a La Sexta después de dos años y tres temporadas de emisiones en Antena 3. Más tarde, La Sexta comenzó a emitir ¡Vaya casas! en sus mañanas de fin de semana, Antena 3 repuso BuenAgente en horario late night y Neox y Nova hicieron lo mismo con Alcatraz y Vidas anónimas, respectivamente.
En cuanto al cine, Atresmedia cuenta con gran variedad de títulos gracias a los acuerdos con The Walt Disney Company, Warner Bros., Sony Pictures Entertainment, Universal Studios, Paramount Pictures y Metro Goldwyn Mayer.

### Accionistas y personas clave
La fusión se materializó mediante un canje de acciones entre ambas compañías que tiene a Atresmedia como principal accionista, pero que reparte la gestión equilibradamente entre ambas. Además, la operación no afectó a las dos grandes marcas implicadas, Antena 3 y La Sexta, que mantienen su personalidad, sus líneas editoriales diferenciadas y sus señas de identidad en la programación.
La ecuación de canje acordada inicialmente concedía al grupo de Planeta, un 77% del holding resultante de la integración, por un 23% de la televisión participada por Imagina. Más tarde se acordaría que el holding de la fusionada estuviera participado en un 85% por el Grupo Antena 3 y en un 15% por la Gestora de Inversiones Audiovisuales La Sexta.
Al final, mientras los accionistas del Grupo Antena 3 se quedaron con el 86% del grupo resultante, los accionistas de GIA La Sexta recibieron por la cesión de la totalidad de su patrimonio un 7% del capital social de Atresmedia. No obstante, de forma adicional, los acuerdos incluyen la atribución a los accionistas de GIA La Sexta de una participación adicional de hasta el 7%, escalonada y condicionada al cumplimiento durante el periodo 2012-2016 de un conjunto de objetivos relacionados con los resultados del grupo resultante. Así, los accionistas de GIA La Sexta, en contraprestación por el patrimonio de esta, recibieron 15.801.296 acciones del Grupo Antena 3 que, una vez ejecutada la fusión, fueron representativas de un 7% de su capital social. Para llevar a cabo esta operación de canje, el Grupo Antena 3 aumentó su capital mediante la emisión de 14.620.000 nuevas acciones (de las cuales 13.438.704 son acciones ordinarias y otras 1.181.296 acciones son acciones que no atribuyen derechos económicos durante un plazo de dos años desde la efectividad de la fusión), mientras que las restantes acciones fueron entregadas con cargo a la autocartera del Grupo Antena 3.
El presidente de la sociedad resultante (que mantuvo las marcas y líneas editoriales de ambas cadenas) fue José Manuel Lara Bosch, su consejero delegado fue Silvio González, el cargo de vicepresidencia era ostentado por Mauricio Carlotti, el director general de Televisión siguió siendo Javier Bardaji y Mario López era el director de Antena de La Sexta. Mikel Lejarza continuó con su labor como Presidente de Atresmedia Cine. Por su parte, Gloria Lomana era la directora general de Antena 3 Noticias, mientras que Antonio García Ferreras continuó siendo el director Editorial y del Área de Informativos de La Sexta.
Por otro lado, José Miguel Contreras se incorporó al órgano de gobierno de la compañía en calidad de consejero dominical como representante de Imagina Media Audiovisual, ya que este holding empresarial del sector de producción audiovisual se convirtió en un accionista significativo de Atresmedia. Tras ello, fue nombrado vicepresidente del Consejo de Administración de Antena 3. También, el consejo de administración de Atresmedia nombró a Manuel de la Viuda Fernández de Heredia como secretario del Consejo de Administración, de su Comisión Delegada y de la Comisión de Nombramientos y Retribuciones. Asimismo, Margarita González Martín del Río fue nombrada vicesecretaria del Consejo de Administración y de su Comisión Delegada y como Secretaria de la Comisión de Auditoría y Control. Además, Carlos Fernández fue el director de Contenidos de la División de Televisión de Atresmedia.
Entre los meses de diciembre de 2012 y febrero de 2013, José Antonio Antón se unió como director de programación, un puesto que dependía directamente de Lola Molina, para coordinar las parrillas de todos los canales del grupo con el objetivo de reforzar el equipo de contenidos. Así, José Antonio Antón sustituyó en el cargo a Bernd Reichart, impulsor de Neox, Nova y Nitro, ya que este último se marchó a Alemania para ponerse al frente de VOX, canal perteneciente al Grupo RTL, que participa en el accionariado de Atresmedia. Al mismo tiempo, Tatxo Benet, socio fundador y directivo de Mediapro, se incorporó al Consejo de Administración de la corporación como representante del Grupo Audiovisual de Medios de Producción (GAMP).
En lo referente al área comercial, el máximo responsable de la publicidad grupal (a cargo de Atresmedia Publicidad) era Eduardo Olano, ocupando la dirección general comercial de Atresmedia. Otros cargos del grupo fueron ostentados por Patricia Pérez González (directora general Corporativa), Antonio Manso (Director Financiero), Carmen Rodríguez (Directora de Asuntos Regulatorios y Relaciones Institucionales), Fernando Costi (Director de Auditoría y Control de Procesos), Ignacio Mata (Dirección de Comunicación), Javier Nuche (Dirección de Estrategia), Javier González Ferrari (Presidente de Atresmedia Radio), Ramón Osorio (director general de la división de radio), José Manuel González Pacheco (director general de Atresmedia Digital) y Carmen Bieger (Directora Ejecutiva de la Fundación Antena 3).
En cuanto a los accionistas, el grupo Planeta DeAgostini, que controlaba el 44,6% de Atresmedia, se situó como primer accionista del grupo resultante con una participación del 41,70%, mientras que UFA Film und Fernseh GMBH Unipersonal (RTL - Grupo Berstelmann) fue el segundo con una participación de un 19,17%. A ambos les segía Autocartera con un 7,01% de las acciones. Por otro lado, Imagina Media Audiovisual controló el 3,4% del accionariado de Atresmedia, aunque llegó a tener en sus manos un 6,6% (su participación en el accionariado es directa y a la vez indirecta a través de la sociedad del Grupo Audiovisual de Medios de Producción o GAMP), siendo el 25,64% restante de accionistas minoritarios o cotizado en bolsa.
Por su parte, el 13 de noviembre de 2012, Grupo Audiovisual de Medios de Producción e Imagina Media Audiovisual, accionistas de Atresmedia, asumieron un pacto de permanencia en este grupo de comunicación durante un año (hasta el 31 de octubre de 2013). GAMP e Imagina, que sumaban una participación en el grupo del 6,49%, se obligaron a no transmitir ni enajenar bajo ninguna forma, ya fuera a título oneroso o gratuito y de forma permanente o temporal, las acciones de Atresmedia que habían recibido tras la fusión, salvo en caso de oferta pública de adquisición sobre la totalidad de la capital del grupo resultante. Esta obligación concluyó al año desde la fecha en que se produjo la inscripción en el Registro Mercantil de la fusión, hecho que ocurrió el 31 de octubre de 2012.
Por otro lado, el 19 de febrero de 2014, el Grupo Imagina anunció un aumento de su participación en Atresmedia hasta el 8,64% (anteriormente controlaba un 5,5%), tras adelantar en tres años una cláusula pactada durante el proceso de fusión del Grupo Antena 3 y GIA La Sexta, el cual daba derecho a los antiguos accionistas de esta última a aumentar su participación si se daban determinadas condiciones antes de 2017. Un año más tarde, el 18 de marzo de 2015, Imagina vendió 7.300.000 acciones a través de Citigroup, que supusieron el 3,2% del accionariado, por un precio de 97,455 millones de euros.

#### Primeros resultados económicos tras la fusión
Como consecuencia del mayor número de canales, de una importante subida de audiencia en las Divisiones de Televisión y Radio, unida a una eficaz política comercial, los Ingresos Netos de Atresmedia experimentaron un crecimiento del 5,9% en el primer trimestre, que contrastó con la caída del 16,6% del mercado publicitario. En la comparativa proforma, los Ingresos Netos disminuyeron en línea con esta reducción. Según la Cuenta de Resultados Proforma, el EBITDA se vio multiplicado por tres, alcanzando los 8 millones de euros, frente a los 2,8 millones obtenidos en los primeros tres meses de 2013. En paralelo, los Gastos de Explotación se redujeron a un 18,5%, pasando de los 232,1 millones de euros de 2012 a los 189,2 del primer trimestre de 2013. El Beneficio Neto en este periodo ascendió a un millón de euros. Ambas compañías sumaban unas pérdidas de 6,5 millones de euros antes de su integración.
Tras la fusión, la filial televisiva de Atresmedia alcanzó una cuota histórica en el mercado publicitario en torno al 44%, 3,5 puntos más que en el último trimestre de 2012. Con este porcentaje alcanzó en tiempo récord (menos de 6 meses) la cuota de su principal competidor. La audiencia total del conjunto de canales del operador ascendió al 28,2%, lo que supuso un crecimiento de 3,4 puntos porcentuales con respecto al primer trimestre de 2012, en el que la audiencia de los canales del Grupo Antena 3 más los de la Gestora de Inversiones Audiovisuales La Sexta fue de un 24,8%. En resultados proforma, el EBITDA de la División de Televisión aumentó un 62,7% y alcanzó los 8,5 millones de euros, gracias al citado crecimiento de cuota de pantalla y a la eficacia de la política comercial de Atresmedia Publicidad. A esto se sumó una reducción de los Gastos de Explotación de un 19,2%, como consecuencia de la optimización de la parrilla y de las sinergias de gastos tras la fusión. Sin el efecto del fútbol de La Sexta en el primer trimestre de 2012, el ahorro sería del 12%.
Atresmedia Radio, por su lado, continuó sumando oyentes y consolidó su posición de referencia en el mercado radiofónico. Onda Cero se mantuvo como la segunda radio generalista de nuestro país con una audiencia media de más de 2,6 millones de oyentes y un crecimiento del 1,3% respecto de la primera oleada de 2012. Igualmente, Europa FM, con más de 2 millones de oyentes, fue la radio temática con mayor crecimiento en términos absolutos con respecto a la primera oleada de 2012 (361.000 oyentes más), mientras que Melodía FM experimentó un crecimiento del 23,1%. En un mercado publicitario que cayó en torno a un 16,7% en el sector de la radio, los Ingresos Netos alcanzaron los 17,4 millones de euros, frente a los 20,3 del mismo periodo de 2012, lo que supuso un descenso del 14,4%, reducción inferior a la caída del mercado.
El primer trimestre de 2013 volvió a ser muy positivo para Atresmedia Digital con un nuevo máximo de 11,1 millones de usuarios únicos mensuales de media y con más de 60 millones de vídeos visionados al mes. Por su parte, Atresmedia Cine inició el ejercicio 2013 con dos estrenos: Mamá, que se situó entre las 10 películas más taquilleras en lo que iba de año, superando el millón de espectadores, y Los últimos días, en la primera posición entre las películas españolas por recaudación en la semana de su estreno.

### Canales del grupo y distribución de la publicidad
Este acuerdo de fusión convirtió al grupo resultante en una de las mayores operadoras de televisión de España por cuota de audiencia. El grupo pasó a controlar un total de ocho canales en la televisión terrestre de España, incluyendo dos señales en alta definición de los canales principales y un canal de pago en régimen de alquiler, siendo Antena 3, La Sexta, Neox, Nova, Nitro, Xplora, La Sexta 3, Gol Televisión (canal de pago), Antena 3 HD y La Sexta HD. También se debe incluir Antena 3 Premium, un canal en alta definición de Antena 3 que emitía, en exclusiva a través del operador de cable Vodafone TV, la misma programación que Antena 3 en formato 1920 x 1080i (HD) y sin cortes publicitarios, exceptuando algunos directos. Además, en grupo cuenta con las emisoras de radio Onda Cero, Europa FM y Melodía FM.
Respecto a la publicidad, es Atresmedia Publicidad la agencia encargada de cubrir todo el grupo desde el 1 de octubre de 2012. Esta se encarga de dividir los anuncios comerciales en dos paquetes distintos de publicidad simultánea. Por un lado está Atres Cobertura, que engloba Antena 3 y Nova (hasta su cierre, también controlaba la publicidad de Nitro, Xplora y La Sexta 3). Estos canales, orientados a diversos targets de audiencia, cubren un amplio espectro de espectadores de la oferta comercial de la operadora. Por otro lado, Atres Afinidad se encarga de La Sexta y Neox, que ofrece a los anunciantes el acceso a un público joven, mayoritariamente masculino y de corte urbano. Otro paquete adicional es Atres Independiente, que permite anunciarse en cualquiera de los canales del grupo mediante cortes cualitativos y soluciones especiales, orientados a anunciar un producto en un espacio concreto y solo en uno de los canales del grupo. Por último, Atres Canarias dirigió la publicidad de Antena 3 Canarias hasta el cese de emisiones de esta cadena, el cual tuvo lugar el 1 de abril de 2013. En 2019, Neox comenzó a vender su publicidad de manera independiente.

### Televisión
En televisión, Atresmedia agrupa para la emisión dentro de territorio español dos canales generalistas y otros cuatro temáticos. El grupo también cuenta con un canal internacional y otro de series, que emite en televisión de pago para España y a nivel internacional. Todas las cadenas se pueden ver a través de TDT, plataformas de satélite o cable. Los canales son:
| Logotipo                         | Descripción |
| -------------------------------- | --- |
| Logo de Antena 3                 | Antena 3: Es el primer canal generalista del grupo dedicado a todos los públicos donde emite una programación compuesta por espacios propios así como programas de entretenimiento, concursos, series nacionales e internacionales, informativos y cine, entre otros. Ofrece una programación blanca, familiar y para todos los públicos. |
| Logo de La Sexta                 | La Sexta: Es el segundo canal generalista del grupo de tendencia progresista, que se compone de una programación generalista, aunque con especial presencia de programas de humor y entretenimiento, programas de información y actualidad, series estadounidenses y retransmisiones y programas deportivas. |
| Logo de Neox                     | Neox: Es un canal temático orientado a un público joven, con una programación diaria de series de ficción nacional y extranjera, programas de entretenimiento y la emisión de cine en los contenedores Cine Neox y Cinematrix. |
| Logo de Nova                     | Nova: Es un canal temático cuya programación diaria está orientada hacia el público femenino convencional y la programación de los fines de semana, hacia un público más familiar. El canal emite series, telenovelas, programas, cine y redifusiones de contenidos de mayor éxito de Antena 3 y La Sexta. |
| Logo de Mega                     | Mega: Es un canal temático cuya programación diaria está orientada hacia el público masculino mayor de 25 años, con una parrilla compuesta por series y miniseries, formatos de actualidad e investigación, documentales y programas factual de todos los géneros, deporte, redifusiones y cine nacional e internacional. |
| Logo de Atreseries               | Atreseries: Es un canal de entretenimiento que emite a través de la TDT. Sus emisiones comenzaron el 22 de diciembre de 2015. Emite una programación enfocada principalmente a las series y el cine. |
| Logo de Antena 3 Internacional   | Antena 3 Internacional: Es el canal de televisión internacional de Antena 3 que opera desde 1996 y tiene como función emitir en varios países de Europa y Latinoamérica. La programación está formada por emisiones en directo de los mejores contenidos del grupo de comunicación. La emisión y distribución del canal, se trasmite por vía satélite y cable. En Latinoamérica está actualmente a cargo de la compañía mexicana MVS Comunicaciones pero fue vendida por HBO Latin America Group, A+E Networks y VC Multichannel. |
| Logo de Atreseries Internacional | Atreseries Internacional Es un canal de televisión de Atresmedia que opera desde junio de 2014. La programación está íntegramente dedicada a la emisión de series de Antena 3 durante las 24 horas, sin cortes publicitarios pero fue vendida por HBO Latin America Group, A+E Networks y VC Multichannel. |

### Radio
En radio, Atresmedia agrupa, a través de Atresmedia Radio, varias cadenas de radio, las cuales son:
| Logotipo | Descripción |
| -------- | --- |
|          | Onda Cero: es la segunda cadena generalista de radio española en número de oyentes según la 3.ª oleada del EGM 2011. Tiene 220 emisoras y forma parte de Atresmedia. Su presidente actual es Javier González Ferrari.                                                                  |
|          | Europa FM: es una emisora de radio musical que emite, durante la mayor parte de sus horas, una radiofórmula basada en los grandes éxitos de artistas nacionales e internacionales de los 90 hasta hoy.                                                                                 |
|          | Melodía FM: anteriormente denominada Onda Melodía, es una cadena de radio especializado en clásicos del pop-rock sin locutores. En desconexión local, intercala música con programas de carácter local y regional que no tienen cabida en las emisoras principales de Onda Cero Radio. |

### Otros
| - Atresmedia - Grupo Planeta - Planeta DeAgostini - RTL Group - Gestora de Inversiones Audiovisuales La Sexta - Grupo Audiovisual de Medios de Producción - Grupo Albavisión LLC - Imagina Media Audiovisual | - Televisa - Globomedia - Mediapro - BBK - El Terrat - Bainet Media - MVS Comunicaciones - HBO Latin America Group - A+E Networks |